# Frédéric II de Souabe
Pour les articles homonymes, voir Frédéric de Hohenstaufen.
Frédéric II, dit le Borgne (en allemand : der Einäugige), né en 1090 et mort le 6 avril 1147 à Alzey en Franconie, de la dynastie des Hohenstaufen, fut duc de Souabe de 1105 à sa mort. Son frère cadet Conrad a été élu roi des Romains en 1138. Il est le père de Frédéric Barberousse, couronné empereur en 1155, et l'arrière-grand-père de l'empereur Frédéric II (souvent désigné par les historiens comme « Frédéric de Hohenstaufen »).

## Biographie
Frédéric II est le fils du duc Frédéric Ier de Souabe et de son épouse Agnes, de la dynastie franconienne, une fille de l'empereur Henri IV. Son père a obtenu le titre de duc de Souabe pendant la querelle des Investitures et l'insurrection de Rodolphe de Rheinfelden en 1079, conjointement avec la main de la princesse. Les Hohenstaufen se trouvaient donc confrontés à la concurrence de la maison de Zähringen. En 1102, ils créent l'abbaye de Lorch en tant qu'une nécropole de la famille.
À la mort du duc Frédéric Ier en 1105, Frédéric II âgé de quinze ans prend sa succession. En 1108, il accompagnait la campagne du roi Henri V contre Coloman de Hongrie ; en 1110, il le suivit en Italie pour l'audience du pape Pascal II. Lui et son frère Conrad, temporairement nommés régents du Saint-Empire, peuvent ainsi conforter leur position de force en Souabe et en Franconie au nord, où ils ont acquis des territoires étendus. Frédéric II est également connu pour avoir construit de nombreux châteaux en Alsace, y compris une forteresse sur une île de la Moder vers 1115, autour de laquelle se fonda la ville de Haguenau. Ce château est devenu palais impérial sous le règne de Frédéric Barberousse.

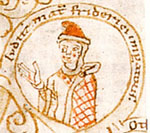
Judith de Bavière.

En 1120, Frédéric II se marie avec Judith (morte vers 1131), fille du duc Henri IX de Bavière de la puissante famille des Welfs. Deux ans plus tard leur fils Frédéric naît, possiblement à Haguenau. L'alliance des Hohenstaufen et des Welf n'a pas tardé à se révéler très fragile.
Lorsque la dynastie franconienne s'éteignit à la mort de l'empereur Henri V le 23 mai 1125, Frédéric II de Souabe, son  neveu, devient candidat naturel pour le titre de roi de Germanie. Les princes se rassemblèrent le 24 mai 1125 à Mayence ; cependant, bien qu'il bénéficie du soutien de son plus jeune frère Conrad et de plusieurs familles, Frédéric perd l'élection au profit du duc Lothaire de Saxe. Selon certaines sources, l'archevêque Adalbert de Mayence, l'ancien chancelier de Henri V, avait influencé de façon déterminante le choix.
Peu de temps après déjà, des disputes violentes surgirent : en novembre, Lothaire a convoqué une diète à Ratisbonne, où il a déclaré que les domaines royaux de la dynastie franconienne devaient lui être restitués par les Hohenstaufen ; toutefois, ils n'ont pas tenu compte de l'appel et le roi doit donc imposer le ban de l'Empire. Lors d'une assemblée à Goslar en 1126, il faisait agir les princes militairement contre Frédéric II et Conrad. Lothaire et ses alliés ont alors occupé les territoires en Lorraine, en Franconie et en Alsace ; il n'osa pas d'attaquer les domaines familiaux des Hohenstaufen en Souabe. En 1127, le roi assiégea Nuremberg mais il n'a pas été en mesure d'occuper la ville.
Lors de combats, Frédéric II a perdu un œil (le Borgne) et ne pouvait donc être considéré comme candidat au trône. Ensuite, son frère Conrad a pris la tête et parvint à réunir suffisamment de soutiens pour se faire élire antiroi le 18 décembre 1127 à Nuremberg. En même temps, Frédéric fait constamment campagne pour regagner la ville de Spire ; toutefois, tous les territoires franconiens, Nuremberg et l'Alsace furent perdus. 
Après la mort de sa première femme, Frédéric épousa Agnès (morte après 1147), une fille du comte Frédéric de Sarrebruck. En 1134, Lothaire, couronné empereur à Rome, s'attacha de nouveau à lutter contre les Hohenstaufen, dans l'alliance avec son gendre le duc Henri X de Bavière. Frédéric était incapable de faire face à cette force supérieure et finit par se soumettre à Lothaire à Bamberg dans le courant du printemps 1135, suivi de son frère Conrad. Les Hohenstaufen, retournés en grâce, ont pu garder leur influence en Souabe et en Franconie. Lorsque Lothaire mourut en décembre 1137, Conrad a été finalement élu roi de Romains l'année suivante.

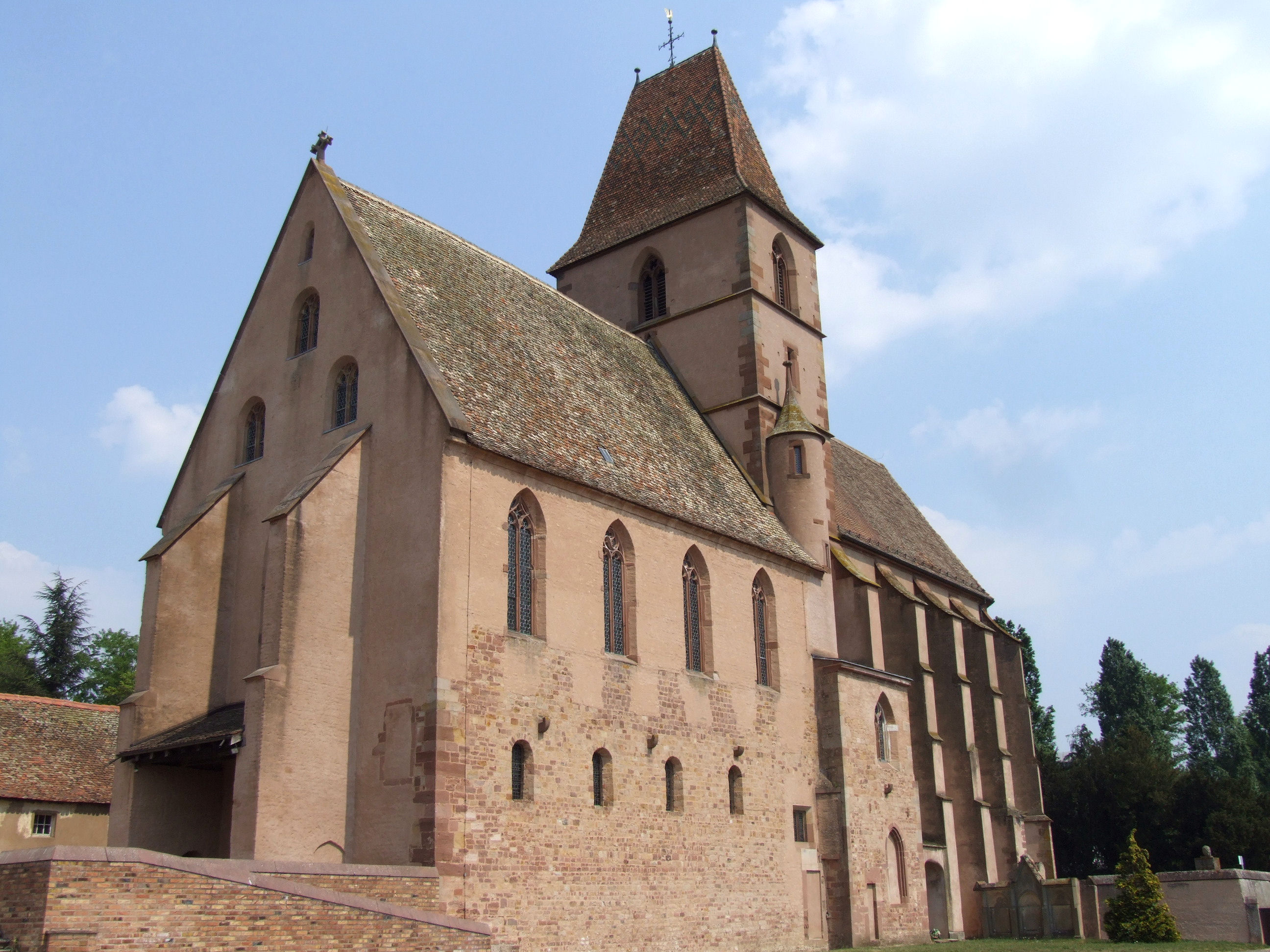
L'église Sainte-Walburge.

Frédéric II est décédé le 4 (ou 6) avril 1147 à Alzey. Il a été enterré dans l'église Sainte-Walburge de Walbourg en Alsace, de même que sa veuve Agnès de Sarrebruck. Selon les chroniques de son demi-frère l'évêque Othon de Freising, « Frédéric fut un chevalier si fidèle à son souverain et un ami si utile à son oncle que par vaillance, il a soutenu l'honneur du royaume chancelant, luttant courageusement contre ses ennemis [...]. » Son fils Frédéric Barberousse lui a succédé comme duc de Souabe et a été élu roi des Romains en 1152.

## Descendance
Avec Judith de Bavière, il eut :
- Frédéric Barberousse (1122, mort en 1190), duc de Souabe, roi des Romains et empereur romain germanique ;
- Judith-Berthe de Hohenstaufen (1123, morte en 1195), mariée au duc Mathieu Ier de Lorraine.

Avec sa deuxième épouse Agnès de Sarrebruck :
- Conrad Ier (1134, mort en 1195), comte palatin du Rhin ;
- Clarisse/Judith de Hohenstaufen (1135, morte en 1191), mariée au landgrave Louis II de Thuringe ;
- Luitgarde (morte après 1155).